# Alexandra Grigorjewna Murawjowa

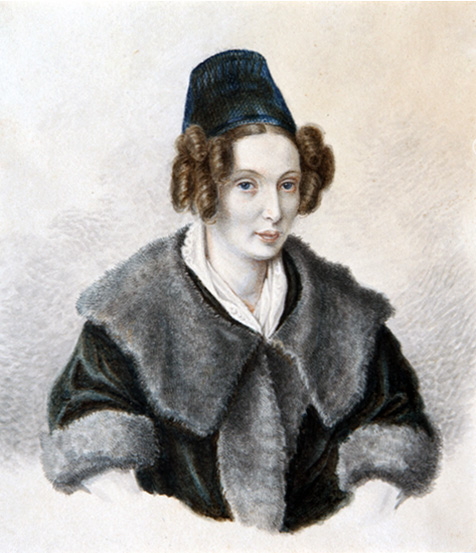
Alexandra Murawjowa im Todesjahr

Alexandra Grigorjewna Murawjowa (russisch Александра Григорьевна Муравьёва; * 1804; † 22. November 1832 in Peter-Hütte, Oblast Tschita), eine geborene Gräfin Tschernyschjowa, folgte ihrem Ehemann, dem Dekabristen Nikita Murawjow, in die sibirische Verbannung und starb dort.

## Leben

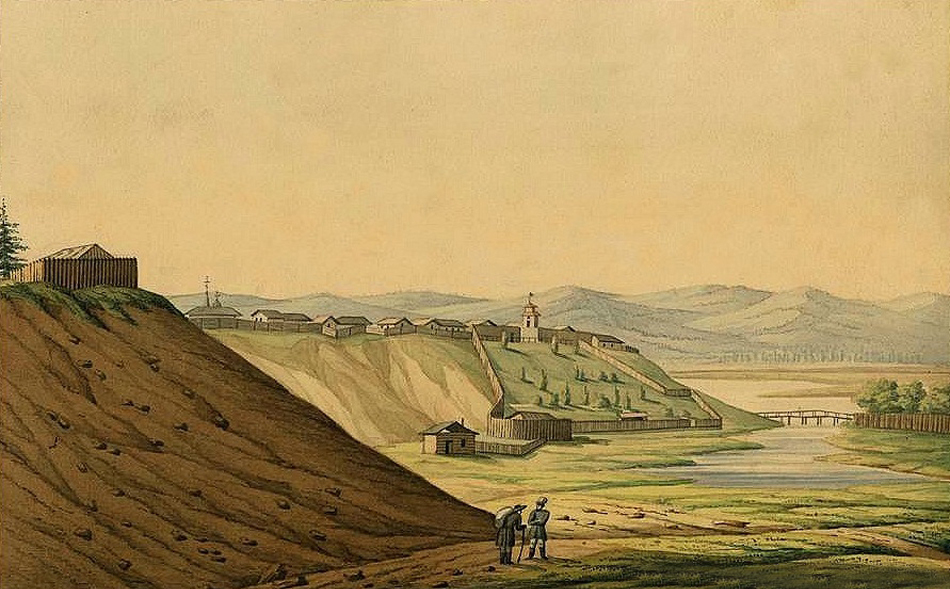
Nikolai Alexandrowitsch Bestuschew um 1828: Blick auf das Ostrog Tschita

Zusammen mit ihren Schwestern erhielt Alexandra durch Hauslehrer eine hervorragende Bildung. Am 22. Februar 1823 heiratete sie Nikita Murawjow. Ihr Mann wurde als Dekabrist zu zwanzig Jahren Katorga mit anschließender Ansiedlung in Sibirien auf Lebenszeit verurteilt. Im Herbst 1826 durfte sie ihrem Mann nach Sibirien folgen. Ihre drei Kleinkinder musste Alexandra im europäischen Teil Russlands zurücklassen. Unterwegs suchte Alexandra in Moskau den Salon der Fürstin Sinaida Wolkonskaja auf und begegnete dort Puschkin. Der Dichter gab ihr sein Gedicht Sendschreiben nach Sibirien auf die Reise mit. Nach Irkutsk ging es und dann immer weiter. Im Februar 1827 erreichte sie das Ostrog Tschita. Alexandra quartierte sich im Hause eines Kosaken ein, das ganz in der Nähe des Gefängnisses stand. Von dort aus konnte sie die Gefangenen beobachten – zum Beispiel drei Leutnante: Frolow und die Brüder Beljajew.
Nikita Murawjows Mutter hatte bedeutende Mittel von ihrem Vater Fjodor Michailowitsch Kolokolzow geerbt und konnte das Ehepaar finanziell unterstützen. Somit hatte Alexandra die Mittel zur Pflege Kranker.
Zwei ihrer Töchter, in Peter-Hütte geboren, starben 1831. Alexandra erkrankte im September 1832. Maria Wolkonskaja erinnert sich des Sterbens ihrer Freundin Alexandra: „Nachdem sie wie eine Heilige ihren christlichen Pflichten nachgekommen war, widmete sie sich nur noch ihrem Mann, den sie tröstete und ermutigte. Sie starb wie ein Soldat auf ihrem Posten.“

## Zitat
In der Verbannung wurden Alexandra und die Fürstin Maria Wolkonskaja Freundinnen. Letztere schreibt: „Sie [Alexandra] hatte ein leidenschaftliches Herz, aus all ihren Handlungen sprach edle Gesinnung …“

## Kinder
- Jekaterina Nikititschna (16. März 1824 bis 1870),
- Michail Nikititsch (1825 bis 1828),
- Jelisaweta Nikititschna (13. März 1826 bis 7. Mai 1844),
- Sofja Nikititschna (15. März 1829 bis 7. April 1892),
- Olga Nikititschna (11. Dezember 1830 bis 1831),
- Agrafena Nikititschna (geboren und gestorben 1831).

## Familie
- Vater: Graf Grigori Iwanowitsch Tschernyschow[11], Wirklicher Geheimrat, Mundschenk und Großgrundbesitzer (30. Januar 1762 bis 2. Januar 1831),
- Mutter: Gräfin Jelisaweta Petrowna Tschernyschowa[12] (9. April 1773 bis 28. Februar 1828),
- Großvater: Generalfeldmarschall Graf Iwan Grigorjewitsch Tschernyschow[13] (24. November 1726 bis 26. Februar 1797),
- Bruder: Graf Sachar Tschernyschow (1796 bis 1862).